# Scraptia microscopica
Scraptia microscopica es una especie de coleóptero de la familia Scraptiidae.

## Distribución geográfica
Habita en el oeste de Australia.